# Gougane Barra

Gougane Barra (iriska: Guagán Barra) är en plats med en sjö, (floden Lees källa) och en ö med en kyrka på som påstås vara Irlands minsta kyrka. Intill kyrkan finns en lund med "the stations of the cross" - bilder av Jesu Golgatavandring och korsfästelse. Vid parkeringen leder en stig upp emot Gougan Barra forest park, ett strövområde med hisnande utsikt över sjön på ordnade stigar. Platsen finns söder om Inchigeelagh på vägen mot Bantry grevskapet Cork i Republiken Irland. 

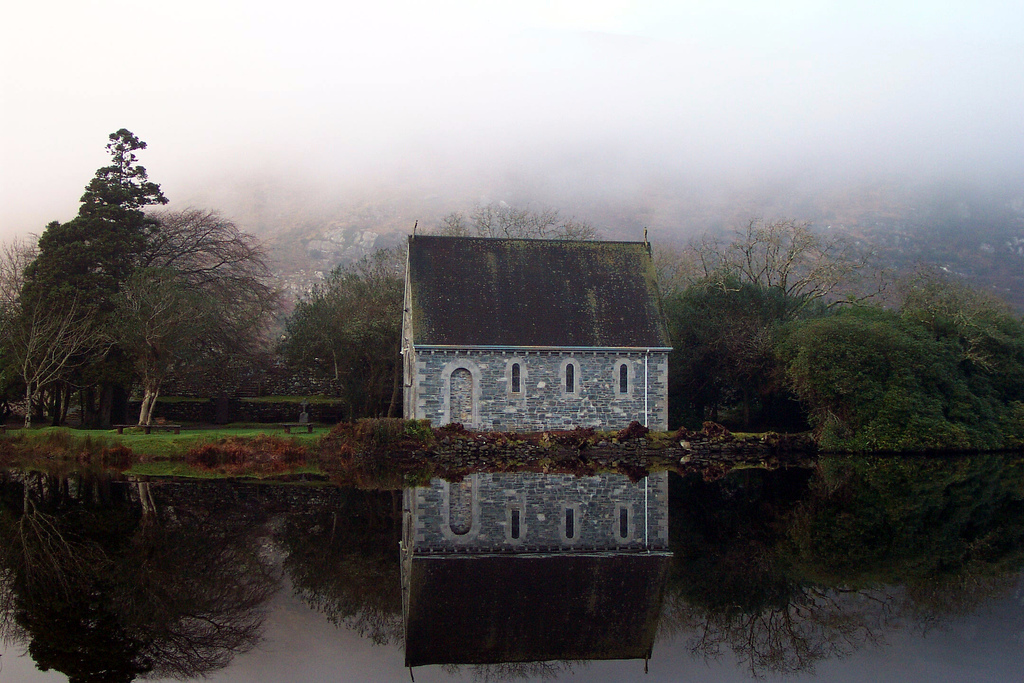
Gougane Barra

Platsen är populär för vigslar.